# デジタル・アーキビスト
デジタル・アーキビストは特定非営利活動法人日本デジタル・アーキビスト資格認定機構が認定する資格。
上級デジタル・アーキビスト、デジタル・アーキビスト、準デジタル・アーキビスト、デジタルアーカイブクリエータの４種の資格からなる。

## 資格概要
文化資料等のデジタル化に際しての文化理解、デジタル化技術、法的知識等を有することを証明する資格である。

### 資格要件
最上位資格の上級デジタル・アーキビストが大学院修士課程修了相当となっている。デジタル・アーキビスト、準デジタル・アーキビストについては認定養成機関で必要単位を取得し、試験に合格することで資格を取得できる。また準デジタル・アーキビスト、デジタルアーカイブクリエータは、認定養成機関の実施する講習会を受講し試験に合格することで資格を取得することが可能である。

### 独占業務等
民間資格であるが、国や地方公共団体のデジタルアーカイブ事業において、上級デジタルアーキビストおよびデジタルアーキビスト取得者の配置が求められている。また、従来型アーキビストの求人に際しての応募条件とされることもある。

## 有資格者数
2016年現在、上級デジタル・アーキビスト120名、デジタル・アーキビスト405名、準デジタル・アーキビスト2263名が有資格者となっている。